# Cogad Gáedel re Gallaib
Cogad Gáedel re Gallaib (La guerra dels irlandesos contra els estrangers) és un text medieval que relata les escomeses dels vikings i el seu caràcter depredador durant la conquesta d'Irlanda i l'ofensiva del Gran rei d'Irlanda a la seva guerra contra ells, amb l'inici de la batalla de Sulcoit el 967 i culminant amb la batalla de Clontarf el 1014, així com la mort de Brian Boru, encara que les seves tropes van obtenir la victòria. La crònica compara al rei Brian amb l'emperador romà August i Alexandre el Gran i va ser escrita a començaments del segle xii, almenys cent anys posteriors als esdeveniments que detalla.
Segons les dades que ofereix la crònica i la natura de les al·lusions cap al besnet de Brian Boru, Muirchertach Ua Briain (mort el 1119), s'ha suggerit que l'obra va ser escrita entre 1103 i 1111.
Actualment es coneixen tres versions del text Cogad Gáedel re Gallaib: 
- els llibres de Leinster, ca. 1160
- un manuscrit de Dublín, del segle xiv
- un manuscrit de Brussel·les, de 1635

## Brian Boru i els vikings
L'autor s'esforça a descriure i ressaltar el contrast entre el rei irlandès i els estrangers amb els quals manté una guerra. A Brian i els seus seguidors se'ls mostra com virtuosos i valents, sovint fent èmfasi del seu cristianisme i pietat.
El text compara al rei i els seus Dál gCais amb August i Alexandre el Gran, àdhuc suggereix que el fill de Brian Boru, Murchadh «era metafòricament com l'Hèctor de tots els victoriosos Erinn, en religió, en valor, com campions, en generositat, i en magnificència». El text se sosté sobretot en figures mitològiques i bíbliques, ressaltant atributs d'Hèrcules i Samsó a Murchadh.
Per contrast amb els elogis atorgats als Dál gCais, el text descriu els vikings amb vehemència i condemna, amb variats i nombrosos termes. El text censura elevar al mateix nivell els estrangers i Brian, marcant àmplies distàncies morals i religioses entre ambdues faccions. Sembla que el principal propòsit de la crònica és elogiar Brian Boru i, per tant, demostrar amb els registres que la dinastia Dál gCais mereix la corona d'Irlanda en un turbulent període on els Ua Briain competien pel títol de Gran rei d'Irlanda, que els Dál gCais pretenien conservar costés el que costés.
Existeixen algunes similituds amb la islandesa saga de Njál, composta cap a 1280. L'historiador Einar Olafur Sveinsson l'any 1954, va postular la incorporació a la saga de Njál de la primerenca saga Brjáns del segle xii (avui perduda). La relació entre tots dos escrits encara és un motiu de debat i totes les fonts islandeses escrites són considerablement més tardanes que la crònica Cogad.
El cronista de Cogad Gáedel re Gallaib dibuixa un perfil viking de bàrbars i suggereix que els dublinesos són com els seus avantpassats. De fet, va poder ser un intent de «posar als dublinesos en el seu lloc». Els historiadors moderns consideren que Cogad Gáedel re Gallaib és una obra mestra de «brillant propaganda» escrita de «forma explosiva i plena d'hipèrboles patriòtiques». Malgrat tot, encara que la crònica es considera una valuosa font d'informació sobre l'era vikinga a Irlanda, la seva fiabilitat continua discutida.

## Estructura i personatges principals
La narrativa de Cogad s'inicia amb l'arribada del tirà Ivar de Limerick, després d'una llarga introducció, la primera part de la crònica, està feta principalment per material procedent d'altres fonts que no han sobreviscut fins avui.
La secció sobre Munster comprèn la quarta part de l'obra i els personatges principals són: 
- Ivar de Limerick
- Mathgamain mac Cennétig
- Brian Boru
- Máel Muad mac Brain, derrotat i mort a la batalla de Belach Lechta
- Donnubán mac Cathail, derrotat en la batalla de Cathair Cuan